# Zaretis foliacea
Zaretis foliacea är en fjärilsart som beskrevs av Hans Fruhstorfer 1909. Zaretis foliacea ingår i släktet Zaretis och familjen praktfjärilar. Inga underarter finns listade i Catalogue of Life.